# Il y a un tel peuple
Il y a un tel peuple (en bulgare : Има такъв народ, romanisé Ima takăv narod, abrégé en ITN) est un parti politique bulgare fondé en 2020 par le chanteur et présentateur de télévision Slavi Trifonov. Son nom provient d'une expression bulgare et d'un jeu de mots avec le titre d'un album de Trifonov. Décrit comme populiste et antisystème, le parti est issu des importantes manifestations antigouvernementales et anticorruption qui agitent le pays courant 2020-2021,,.
ITN participe au gouvernement Pektov à la suite des élections législatives de novembre 2021, avant de s'en retirer 6 mois plus tard en raison de désaccords budgétaires et de la volonté du gouvernement de lever le veto bulgare à l'accession de la Macédoine du Nord à l'Union européenne, ce qui entraîne une scission au sein de leur groupe parlementaire.
A sa création, ITN revendique un positionnement hors du clivage gauche-droite, mais en 2023 le parti s'oriente de plus en plus à droite, en se décrivant successivement comme économiquement de droite pour justifier leur refus de gouverner avec le Parti socialiste bulgare, puis socialement conservateur lors de l'annonce de leur volonté de siéger avec les Conservateurs et réformistes européens au parlement européen.

## Résultats

### Élections législatives
| Année   | Voix    | %     | Rang | Élus     | +/- | Gouvernement              |
| ------- | ------- | ----- | ---- | -------- | --- | ------------------------- |
| 04/2021 | 565 014 | 17,40 | 2e   | 51 / 240 | Nv  | Aucun                     |
| 07/2021 | 657 824 | 24,08 | 1er  | 65 / 240 | 14  | Aucun                     |
| 11/2021 | 249 726 | 9,39  | 5e   | 25 / 240 | 40  | Petkov                    |
| 2022    | 96 065  | 3,70  | 8e   | 0 / 240  | 25  | Extra-parlementaire Aucun |
| 2023    | 103 971 | 3,94  | 6e   | 11 / 240 | 11  | Opposition                |
| 06/2024 | 128 007 | 5,79  | 6e   | 16 / 240 | 5   | Aucun                     |
| 10/2024 | 165 191 | 6,56  | 7e   | 17 / 240 | 1   | Jeliazkov                 |

### Élections européennes
| Année | Voix    | %    | Position | Mandats | Groupe |
| ----- | ------- | ---- | -------- | ------- | ------ |
| 2024  | 121 573 | 6,04 | 6e       | 1 / 17  | CRE    |